# اشدون
اشدون (به انگلیسی: Ashdon) یک روستا و محله مدنی در بریتانیا است که در اتولزفورد واقع شده‌است. اشدون ۸۹۳ نفر جمعیت دارد.